# Tsege Worku

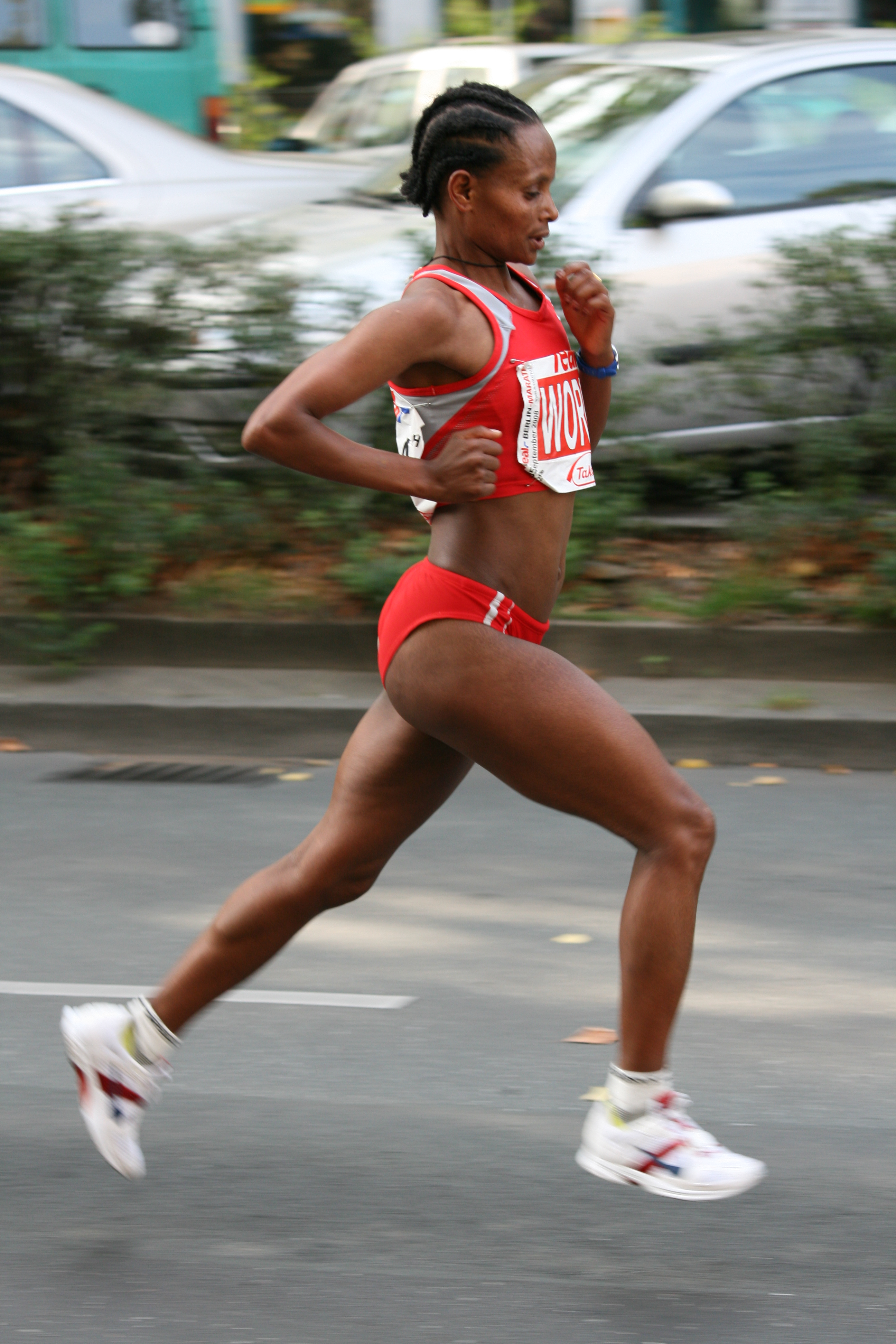
Tsege Worku beim Berlin-Marathon 2008

Tsege Worku (auch Tsige Worku; * 19. Januar 1982) ist eine äthiopische Langstreckenläuferin, die sich auf den Marathon spezialisiert hat. Sie lebt in der Schweiz und bestreitet vorwiegend dort ihre Wettkämpfe.
Sie siegte 2002 und 2003 beim K42 des Swiss Alpine Marathons, 2004 beim Lausanne-Marathon und 2005 beim Basel City Marathon.
Außerdem wurde gewann sie 2003 den Berglauf Sierre–Zinal und wurde Dritte beim Jungfrau-Marathon. 2005 wurde sie Zweite beim Zürich-Marathon, siegte 2006 beim Murtenlauf und stellte 2007 als Siebte beim Frankfurt-Marathon mit 2:33:25 ihre Bestzeit auf.
Tsege Worku startet für den TV Länggasse Bern. Seit Anfang 2007 ist sie mit einem Schweizer verheiratet.